# Guillermo Bernárdez
Guillermo Bernárdez Ávila (Tela, Honduras, 27 de febrero de 1960) es un exfutbolista y director técnico hondureño. Actualmente dirige al Boca Juniors de Tocoa de la Liga de Ascenso de Honduras.

## Clubes

### Como futbolista
| Club           | País      | Año         |
| -------------- | --------- | ----------- |
| Victoria       | Honduras  | 1981 - 1990 |
| Dandy          | Honduras  | 1990 - 1991 |
| Motagua        | Honduras  | 1991 - 1992 |
| Platense       | Honduras  | 1992 - 1993 |
| Cobán Imperial | Guatemala | 1993 - 1994 |

### Como entrenador
| Club                          | País        | Año         |
| ----------------------------- | ----------- | ----------- |
| Atlético Choloma              | Honduras    | 2010 - 2011 |
| Platense                      | Honduras    | 2013 - 2014 |
| Lepaera                       | Honduras    | 2014 - 2015 |
| Platense                      | Honduras    | 2015 - 2016 |
| Selección de fútbol de Belice | Belice      | 2018        |
| Platense                      | Honduras    | 2019 - 2021 |
| Inter                         | Honduras    | 2021 - 2022 |
| Jocoro                        | El Salvador | 2023        |
| Atlético Junior               | Honduras    | 2023 - Act. |

## Palmarés
| Título                    | Club    | País     | Año     |
| ------------------------- | ------- | -------- | ------- |
| Liga Nacional de Honduras | Motagua | Honduras | 1991-92 |